# Gelis abortivus
Gelis abortivus là một loài tò vò trong họ Ichneumonidae.